# Sérgio Paulinho
Sérgio Miguel Moreira Paulinho (Oeiras, 26 de març de 1980) és un ciclista portuguès, ja retirat, professional des del 2003 fins al 2021.
En el seu palmarès destaca la medalla de plata aconseguida als Jocs Olímpics d'Atenes en la cursa en línia, per darrere Paolo Bettini i per davant Axel Merckx. Altres èxits importants han estat una victòria d'etapa a la Volta a Espanya de 2006, una etapa al Tour de França de 2010 i dos campionats nacionals de contrarellotge individual.

## Palmarès
- 1999
  - Vencedor de d'una etapa de la Volta a Portugal del futur
- 2000
  - Vencedor d'una etapa del Gran Premi R.L.V.T.
- 2002
  -  Campionat de Portugal sub-23 en contrarellotge
  - Vencedor de 3 etapes de la Volta a Portugal del futur
  -  Medalla de bronze al Campionat del món de contrarellotge sots 23
- 2004
  -  Campió de Portugal de contrarellotge
  -  Medalla de plata als Jocs Olímpics d'Atenes en la cursa en línia
  - 1r a la Volta a Tras os Montes i Alto Douro
  - Vencedor de 2 etapes de la Volta a Portugal
  - Vencedor d'una etapa de la Volta a Terras de Santa Maria
  - Vencedor d'una etapa de la Volta a Tras Os Montes i Alto Douro
- 2006
  - Vencedor d'una etapa de la Volta a Espanya
- 2008
  -  Campió de Portugal de contrarellotge
- 2010
  - Vencedor d'una etapa del Tour de França

### Resultats al Tour de França
- 2007. 65è de la classificació general
- 2009. 35è de la classificació general
- 2010. 46è de la classificació general. Vencedor de la 10a etapa
- 2011. 81è de la classificació general
- 2011. 50è de la classificació general
- 2013. 136è de la classificació general
- 2014. 89è de la classificació general

### Resultats a la Volta a Espanya
- 2006. 16è de la classificació general. Vencedor d'una etapa
- 2007. Abandona (5a etapa)
- 2008. 26è de la classificació general
- 2011. 85è de la classificació general
- 2012. 70è de la classificació general
- 2014. 57è de la classificació general
- 2015. Abandona (11a etapa)
- 2016. 115è de la classificació general

### Resultats al Giro d'Itàlia
- 2015. 97è de la classificació general